# Webley Mk I-VI calibre .455

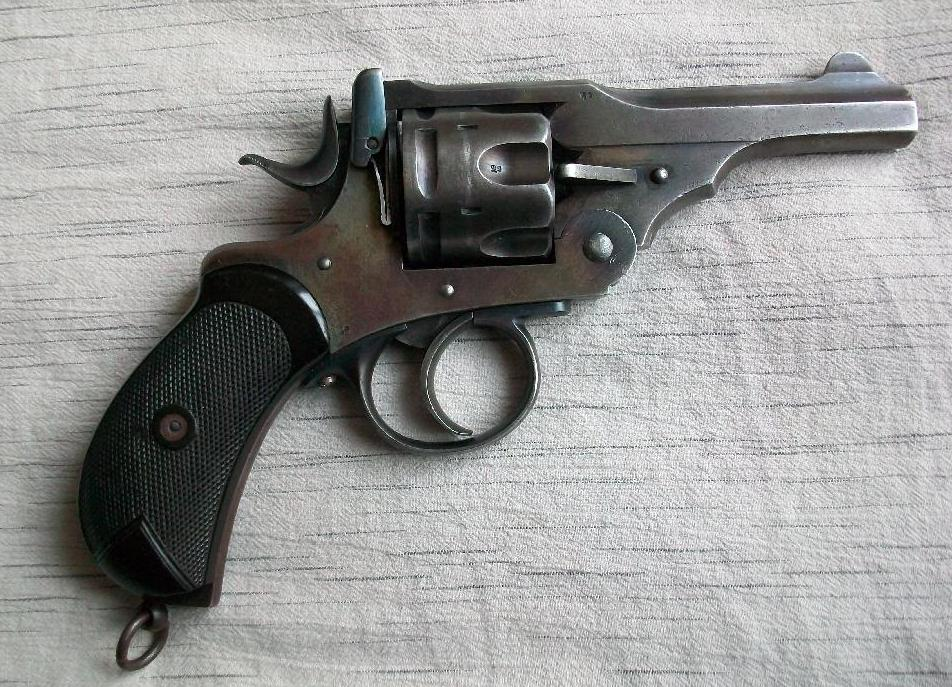
Le Mark 1 : le premier des Webley militaires. Les Mark 2 à 5 en reprirent la mécanique et la forme extérieure.

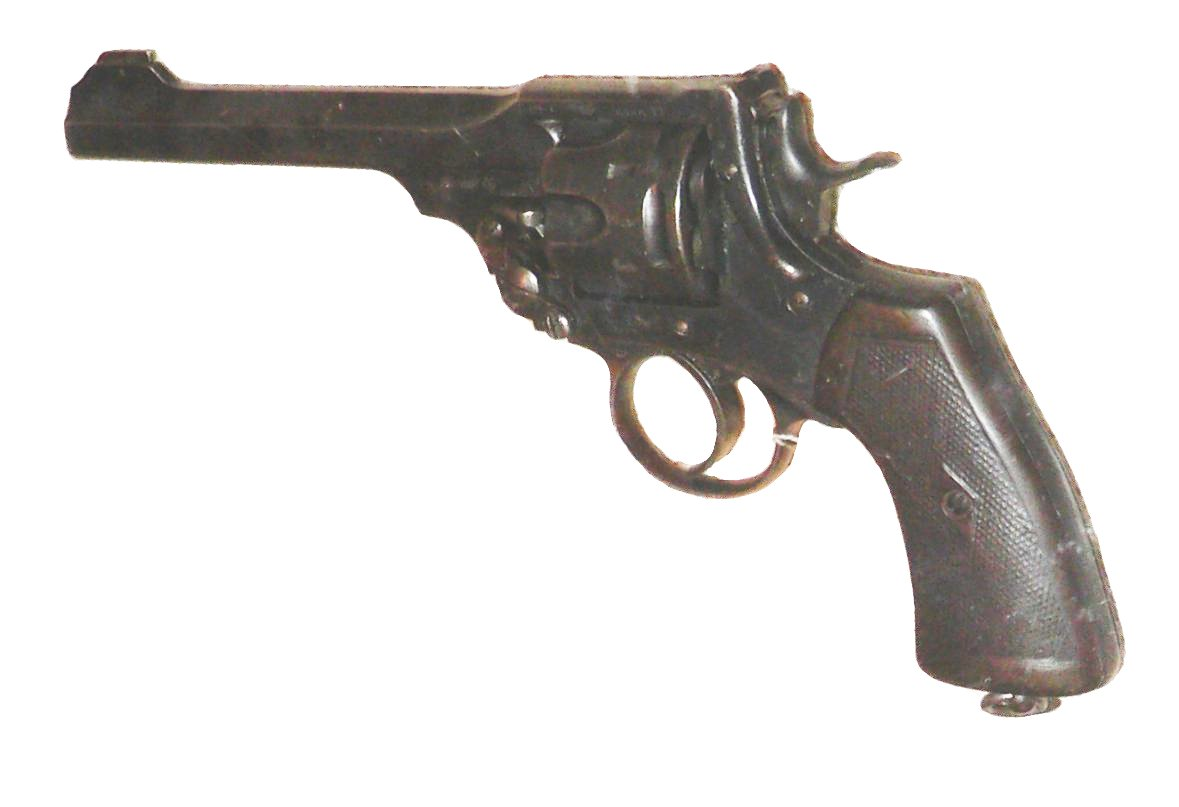
Le célèbre Mark 6 des deux Guerres mondiales.

Les revolvers Webley & Scott (en) Mark I à V en calibre .455 Webley (11,5 mm) sont réglementaires dans la British Army de 1887 à 1915. Le Mark VI leur succède de 1915 à 1947.

## Mécanisme
Ces revolvers britanniques possèdent tous une crosse en bec de corbin et un mécanisme à double action. Le Mk 6 a un canon long et une crosse à pente droite. Comme tout revolver à brisure, le barillet est solidaire du canon et l'ensemble bascule vers le bas (verrou situé à gauche) pour le chargement et le déchargement de l'arme. En fin de course d'ouverture, ce rochet se débraye par l'entremise d'un cran, permettant à l'étoile de revenir en place pour le rechargement. Les organes de visée sont fixes. Les plaquettes de crosse sont en caoutchouc durci. Toutes ces armes ont un anneau pour dragonnes.

## Variantes
- Mark 1 : modèle original adopté en 1887.
- Mk 2 : modèle amélioré (bouclier de barillet, chien renforcé et crosse arrondie). Adopté en 1894.
- Mk 3 : adopté en 1897, verrouillage du barillet renforcé. Barillet démontable. À partir de 1905, certains sont disponibles avec un canon de 12,5 cm.
- Mk 4 : Adopté en 1899, Mk 3 fabriqué dans un nouvel acier. Chien allégé. Nouveau barillet. À partir de 1905, certains sont disponibles avec un canon de 12,5 cm (ne pas le confondre avec le Mark IV en calibre 38 de 1926, remis en production durant la Seconde Guerre mondiale).
- Mk 5 : adopté en 1913. Mk 4 renforcé pour le tir des cartouches à poudre sans fumée.
- Mk 6 : Mk 5 doté d'un canon plus long. Nouvelle forme de crosse.

## Données numériques
| Modèles | Munition    | Cadence de tir théorique | Longueur totale           | Canon                       | Masse à vide                                                 | Barillet     | Portée maximale efficace |
| ------- | ----------- | ------------------------ | ------------------------- | --------------------------- | ------------------------------------------------------------ | ------------ | ------------------------ |
| Mk 1-5  | .455 Webley | 12-18 c/min              | 24 cm (Mle réglementaire) | 10,2 cm (15,2 sur commande) | 995 g (MK I&II)/990 g-1,09 kg (MK III&IV)/1,01–1,1 kg (MK V) | 6 cartouches | 45,72 m                  |
| Mk 6    | .455 Webley | 12-18 c/min              | 28,6 cm                   | 15,2 cm                     | 1,1 kg                                                       | 6 cartouches | 45,72 m                  |

## Diffusion
De 1887 à 1915, les revolvers d'ordonnance Mk I-VI sont utilisés au cours de la guerre des Boers, la révolte des Boxers et la Première Guerre mondiale. Fabriqué à 300 000 exemplaires par Webley entre 1915 et 1921 puis par l'Arsenal royal d'Enfield, le gros Mk VI est largement utilisé par la Grande-Bretagne, la Nouvelle-Zélande, l'Australie et l'Afrique du Sud durant la Seconde Guerre mondiale et jusqu'à la fin des années 1950. Il est alors remplacé par le Browning Hi-Power. Il constitue l'arme de service de nombreux officiers et policiers des pays du Commonwealth. Pendant la Seconde Guerre mondiale, il est distribué aux FFI et FFL dans sa version Enfield No 2 Mk1* ; il est aussi utilisé par l'IRA.
Ces revolvers en calibre .455 entrent en 2007 dans la catégorie des « armes de panoplie » (vente non réglementée) en Belgique mais depuis mai 2013, les modèles postérieurs à 1890 et fabriqués après 1895 sont à nouveau soumis à autorisation : les personnes qui en détiennent doivent les déclarer avant mai 2014 à leur police locale (arrêté royal du 8 mai 2013 modifiant l'arrêté royal du 20 septembre 1991 relatif aux armes à feu d'intérêt historique, folklorique ou décoratif et aux armes à feu rendues inaptes au tir).
En France, les modèles I à IV (tous antérieurs au 1er janvier 1900) sont classés en armes historiques et de collection (e du 2 de la catégorie D), les modèles suivants V et VI étant soumis à autorisation préfectorale (Catégorie B).
- Lors de la Première Guerre mondiale Oswald Rayner est officier du renseignement anglais au sein du Secret Intelligence Service et l'un des tireurs avec le Webley Mk I-VI calibre .455 lors de l'attentat contre Grigori Raspoutine[1],[2],[3] lors de son assassinat à Saint-Pétersbourg dans la nuit du 16 au 17 décembre 1916[4].

## Dans la fiction
Le Webley Mk 6 est présent dans Miller's Crossing, Le Diable en robe bleue, Les Brigades du Tigre (anachronisme puisque Jules Bonnot meurt en 1912 et que l'adoption du revolver date de 1915). Un Webley est également l'arme du Dr Watson dans la série Sherlock Holmes, de même que celle de Sean Connery dans Zardoz. Le Mark VI est utilisé par le Premier ministre John Hatcher (Alexander Siddig) pour se suicider dans Doomsday et par Vito Corleone (De Niro) pour assassiner Don Fanucci dans Le Parrain 2. C'est également la deuxième arme du héros de BioShock. On peut l'apercevoir dans la série Torchwood, et dans les jeux vidéo Far Cry 4, Sniper Elite III, Sniper Elite 4, Zombie Army Trilogy et Zombie Army 4: Dead War. Dans Hidden and Dangerous 2, il est disponible dans certaines missions et/ou avec les codes de triche. Il est fréquemment vu dans les bandes dessinées des Aventures de Corto Maltese. Indiana Jones utilise une édition plus rare (le Webley Government, également nommé Webley Green) dans La Dernière Croisade. Cette arme est également présente dans le film Peur sur la ville, où elle est tenue par « Minos ». Enfin, on peut voir le Webley dans le film mythique Lawrence d'Arabie. On peut aussi le retrouver assez fréquemment dans la série Peaky Blinders.